# Malaia simulatrix
Malaia simulatrix är en skalbaggsart som beskrevs av Heller 1891. Malaia simulatrix ingår i släktet Malaia och familjen Rutelidae. Inga underarter finns listade i Catalogue of Life.